# Манчич, Деян
Деян Манчич (серб. Дејан Манчић; 21 июня 1975, Ниш — 4 апреля 1999, Печ) — рядовой запаса 230-го самоходного ракетного полка ПВО Вооружённых сил Союзной Республики Югославии, кавалер ордена «За заслуги в области обороны и безопасности» I степени посмертно. Был известен как поэт и художник.

## Биография
Родился 21 июня 1975 года в Нише. Окончил среднюю школу с углублённым изучением экономики. Учился на юридическом факультете, в свободное время увлекался литературой и фотографией. По воспоминаниям современников, писал стихи и песни, фотографировал средневековые церкви и монастыри. Выставки фотографий авторства Манчича проходили в Нише, Белграде, Пироте, Кралево, Нови-Саде и Крагуеваце.
В 1996 году Манчич отслужил год в югославской армии. В 1999 году после начала бомбардировок Югославии авиацией НАТО добровольцем отправился на фронт. Службу нёс оператором связи в 230-м самоходном ракетном полку ПВО, который дислоцировался в Косово и Метохии. 4 апреля 1999 года Манчич находился на огневой позиции в районе села Гребник, недалеко от Пеа и Клины. В результате налёта авиации НАТО и сброса кассетных бомб Манчич погиб.
Посмертно награждён орденом «За заслуги в области обороны и безопасности» I степени. В 2000 году родители, друзья и воинская часть учредили Фонд имени Деяна Манчича, который занимается помощью молодым талантам (фотографам, художникам, литераторам).